# Schopfloch (Mittelfranken)
Schopfloch ist ein Markt im Landkreis Ansbach in Mittelfranken (Bayern) und zählt zur Metropolregion Nürnberg.

## Geographie

### Geographische Lage
Der Markt liegt an der Romantischen Straße zwischen den Städten Feuchtwangen und Dinkelsbühl in einer von Wiesen und Wäldern umgebenen Landschaft an einem sanft nach Westen abfallenden Talhang der Wörnitz.
Der Markt liegt im westlichen Mittelfranken; es sind nur wenige Kilometer bis zum baden-württembergischen Landkreis Schwäbisch Hall.

### Gemeindegliederung
Es gibt 13 Gemeindeteile (in Klammern ist der Siedlungstyp angegeben):
- Buchhof (Weiler)
- Deuenbach (Dorf)
- Dickersbronn (Dorf)
- Franzenmühle (Einöde)
- Köhlau (Weiler)
- Lehenbuch (Weiler)
- Lehengütingen (Pfarrdorf)
- Neumühle (Einöde)
- Pulvermühle (Weiler)
- Rohrmühle (Einöde)
- Schopfloch (Hauptort)
- Waldhäuslein (Dorf)
- Zwernberg (Kirchdorf)

Es gibt auf dem Gemeindegebiet die Gemarkungen Dickersbronn, Lehengütingen, Schopfloch und Waldhäuslein (Gemarkungsteil 1). Die Gemarkung Schopfloch hat eine Fläche von 4,336 km². Sie ist in 1675 Flurstücke aufgeteilt, die eine durchschnittliche Fläche von 2588,79 m² haben. In ihr liegen neben dem namensgebenden Ort die Gemeindeteile Buchhof, Deuenbach, Neumühle und Rohrmühle.

### Nachbargemeinden
Im Norden grenzt Schopfloch an die Stadt Feuchtwangen, im Osten an die Gemeinde Dürrwangen und im Süden an die Große Kreisstadt Dinkelsbühl. Im Westen treffen die Grenzen von Dinkelsbühl und Feuchtwangen aufeinander.

## Geschichte

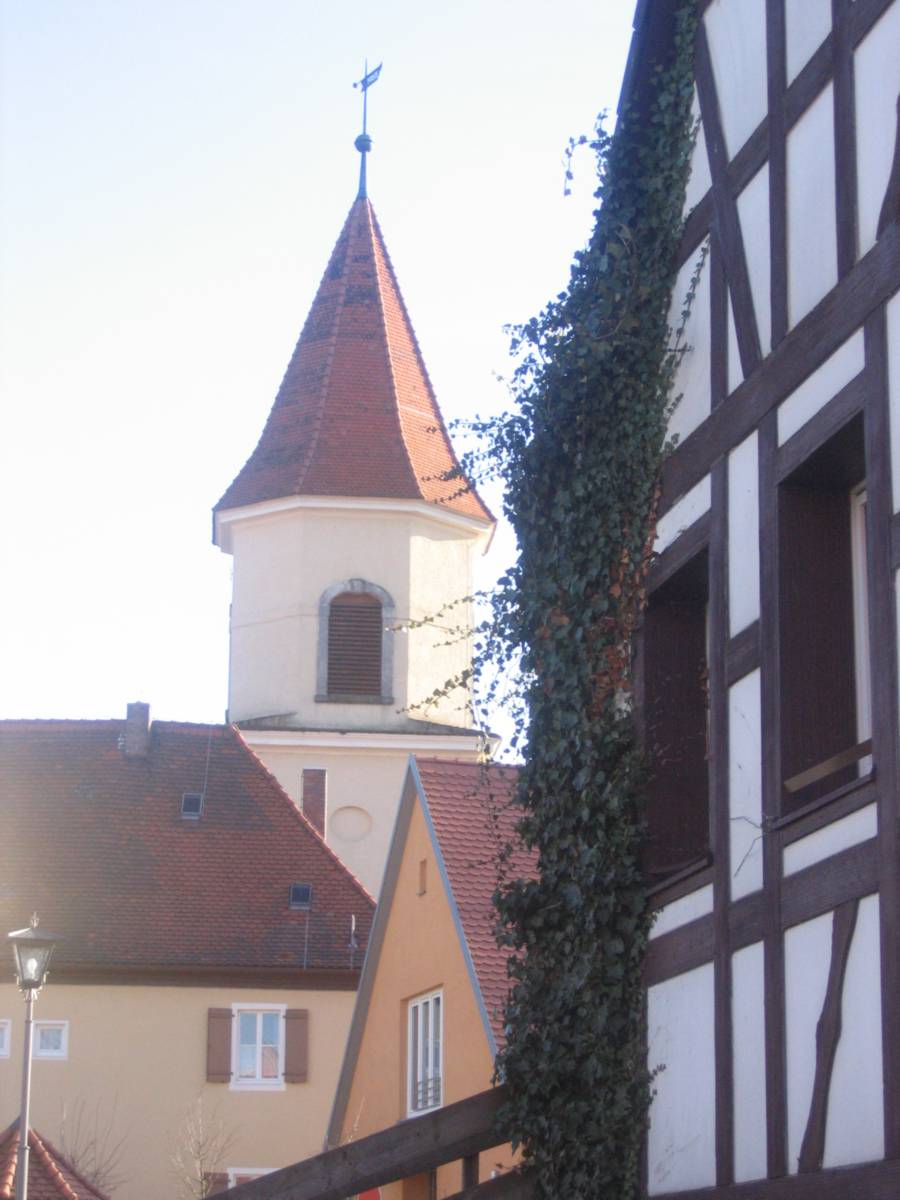
Ortskern mit Kirche St. Martin und Gemeindehaus von Südwesten aus

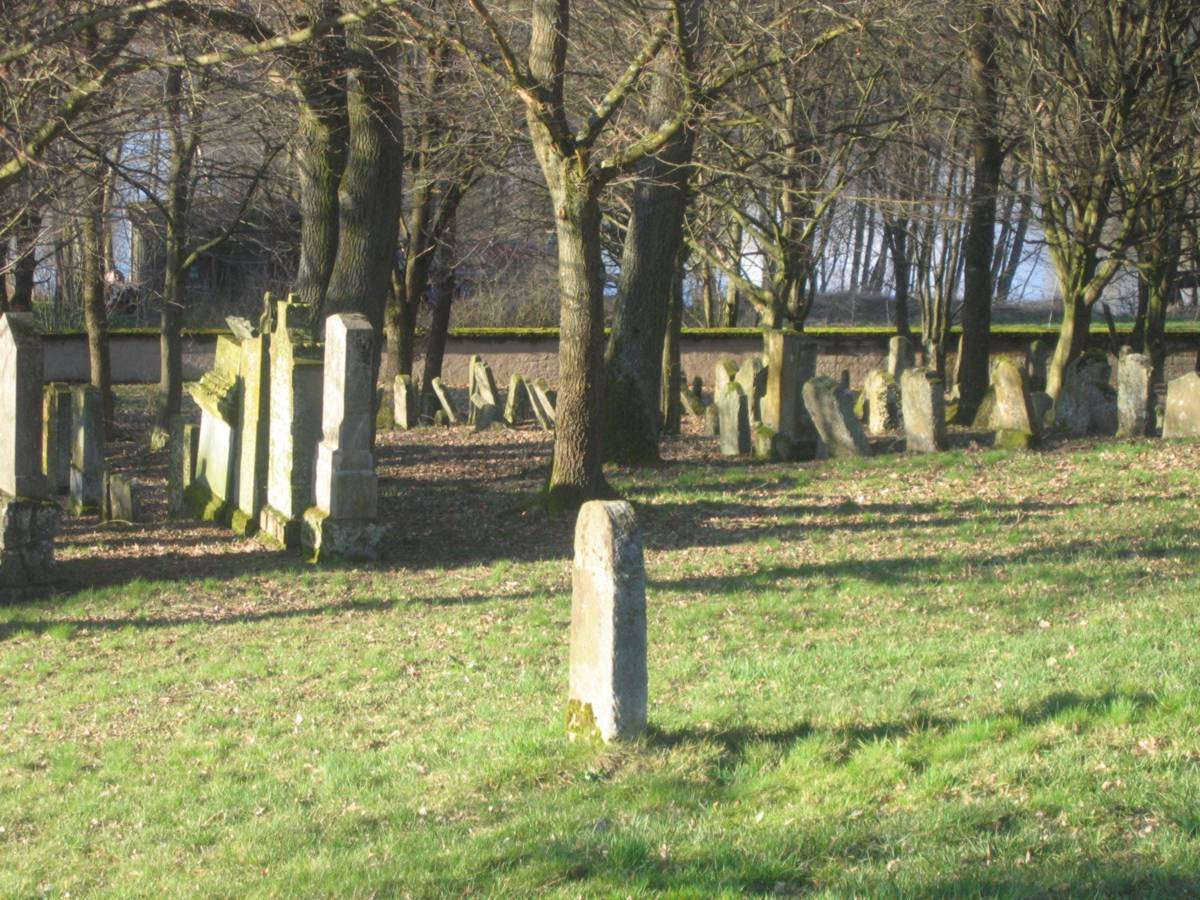
Jüdischer Friedhof, einer der größten Süddeutschlands

Die erste schriftliche Erwähnung des Orts findet sich in Schenkungsurkunde vom 11. März 1260, in der als Zeuge der Name „Ulricus de Schopfloch“ erwähnt ist. Später wurde das Adelsgeschlecht derer von Schopfloch dort ansässig. Der Ortsname leitet sich von einem gleichlautenden Flurnamen ab, dessen Grundwort „lôch“ (mhd. für Gebüsch, Wald, Gehölz) und dessen Bestimmungswort „schopf“ (mhd. für Scheune) ist und demnach Gehölz bei einer Scheune bedeutet.
Von der Burg Schopfloch in der Ortsmitte sind nur spärliche Reste erhalten. Dokumente, die den Ursprung des Dorfs belegen, sind nicht vorhanden.
Die Fraisch über Schopfloch wurde sowohl vom ansbachischen Oberamt Feuchtwangen als auch vom oettingen-spielbergischen Oberamt Dürrwangen beansprucht. Die Reichsstadt Dinkelsbühl wollte sie auf ihre Anwesen geltend machen. Die Dorf- und Gemeindeherrschaft war strittig zwischen dem Kastenamt Feuchtwangen und dem Oberamt Dürrwangen.
Im sozial- und kulturgeschichtlichen Bereich gibt es in Schopfloch einige Besonderheiten: Während des Dreißigjährigen Krieges siedelten sich 1634 Protestanten aus dem Raum Salzburg in Schopfloch an. Sie brachten traditionelle Berufe wie das Maurer- und das Steinmetzhandwerk mit in die neue Heimat. Da die nähere Umgebung Schopflochs nicht genügend Arbeit im Bausektor bot, zogen die Maurer und Steinmetze von Frühling bis Herbst meist in Gruppen von sechs bis acht Mann als Wanderarbeiter durch Süddeutschland, die Schweiz und Österreich. Die Frauen der Maurer erzogen die Kinder und bewirtschafteten die Nebenerwerbslandwirtschaft; viele Frauen stammten aus Böhmen und hatten vor ihrer Heirat als Hilfsarbeiterinnen, sogenannte „Mörtelschicksen“, auf Baustellen gearbeitet.
1732 bestand der Ort aus 77 Anwesen mit 88 Mannschaften. Des Weiteren gab es ein ansbachisches Schloss (Streifer- und Schultheißwohnung) mit Ringmauer, eine Kirche (evangelisch), ein Pfarrhaus, ein Schul- und Mesnerhaus und ein Hirtenhaus. Grundherren waren
- das Vogtamt Schopfloch: 39 Güter und Häuser (davon eine Tafernwirtschaft mit Brau- und Backrecht und 11 Güter und Häuser mit doppelten Mannschaften), 1 Zapfenwirtschaft mit Backrecht, 4 Bäckereien, 1 Schmiede, 1 Hafner, 1 Badstube, 5 Judenhäuser
- das Oberamt Dürrwangen: 32 Güter und Häuser (darunter 1 Tafernwirtschaft mit Braurecht, 1 Zapfenwirtschaft mit Backrecht, 1 Bäckerei und 16 Judenhäuser)
- der Deutsche Orden: 1 Gut
- die Reichsstadt Dinkelsbühl: 4 Güter, 1 Gut mit Backrecht.[10][11]

Gegen Ende des 18. Jahrhunderts gab es 117 Anwesen zuzüglich der kommunalen, kirchlichen und herrschaftlichen Gebäude. Die grundherrliche Verteilung sah wie folgt aus:
- das Vogtamt Schopfloch: 1 Mühle, 1 Erbschenkstatt mit Backrecht, 4 Halbhöfe (1 mit Zapfschenkrecht), 8 Gütlein, 5 Söldengütlein (1 mit Back- und 1 mit Schmiederecht), 2 halbe Söldengütlein, 5 Sölden, 26 Halbsölden, 4 Viertelsölden, 4 Söldenhäuser, 1 Haus, 8 halbe Söldenhäuser
- das Oberamt Dürrwangen: 1 Wirtschaft, ca. 41 Kleingüter (darunter ca. 25 Judenhäuser)
- das Ämtlein Weidelbach des Deutschen Ordens: 1 Gut
- die Reichsstadt Dinkelsbühl (Prädikaturpflege: 1 Gut, 1 Gütlein; Spital: 2 Güter, 1 Gütlein).[9]

Von 1797 bis 1808 unterstand der Ort dem Justiz- und Kammeramt Feuchtwangen.
1806 kam Schopfloch an das Königreich Bayern. Mit dem Gemeindeedikt wurde 1809 der Steuerdistrikt Schopfloch gebildet. Zu diesem gehörten Buchhof, Deuenbach, Dickersbronn, Flinsberg, Franzenmühle, Froschmühle, Gersbronn, Goschenhof, Hellenbach, Kemmleinsmühle, Köhlau, Lehenbuch, Lehengütingen, Lohe, Neumühle, Neuses, Pfaffenhof und Rohrmühle. Zugleich entstand die Ruralgemeinde Schopfloch mit den Orten Buchhof, Deuenbach, Neumühle und Rohrmühle. Sie war in Verwaltung und Gerichtsbarkeit dem Landgericht Dinkelsbühl zugeordnet und in der Finanzverwaltung dem Rentamt Dinkelsbühl (1919 in Finanzamt Dinkelsbühl umbenannt, seit 1973 Finanzamt Ansbach). Die Verwaltung übernahm 1862 das neu geschaffene Bezirksamt Dinkelsbühl (1939 in Landkreis Dinkelsbühl umbenannt). Die Gerichtsbarkeit lag beim im gleichen Jahr gebildeten Stadt- und Landgericht Dinkelsbühl (1879 in das Amtsgericht Dinkelsbühl umgewandelt, seit 1973 eine Zweigstelle des Amtsgerichtes Ansbach). Die Gemeinde hatte 1964 eine Gebietsfläche von 4,287 km².
Nach dem Anschluss Schopflochs an das Eisenbahnnetz 1881 verkehrte der „Schopflocher Maurerzug“ (auch „Architektenzug“), der auf die Bedürfnisse von Wochenendpendlern zugeschnitten war. Zu dieser Zeit arbeiteten die Schopflocher Maurer bevorzugt in den Großstädten Nürnberg und Stuttgart. Noch 1938 lebte etwa ein Drittel der Bevölkerung vom Bauhandwerk.
Die „durch berufsbedingtes Herumwandern entstandene Hellhörigkeit für das, was sich Neues in der Welt tat“, führte im 19. Jahrhundert zur frühzeitigen Aufnahme demokratischer und gewerkschaftlich-sozialdemokratischer Ideen in Schopfloch. Der 1897 gegründete SPD-Ortsverein hatte im Januar 1932 etwa 250 Mitglieder bei damals knapp 2000 Einwohnern des Dorfes. 1905 war Schopfloch die erste Gemeinde Bayerns, die mit dem Steinhauer Heinrich Grimm einen Sozialdemokraten zum Bürgermeister wählte. Nach der Auflösung des Ortsvereins 1933 in der Zeit des Nationalsozialismus wurde der SPD-Ortsverein im Dezember 1945 neu gegründet. Bei den Kommunalwahlen 1946 erzielte die SPD neun von zehn Mandaten.
1965 erhielt das Dorf Marktrecht. Mit der Auflösung des Landkreises Dinkelsbühl im Jahr 1972 kam Schopfloch an den Landkreis Ansbach. Im März 1979 erhielt Schopfloch von der Regierung Mittelfranken die Zustimmung zur Annahme eines Wappens und zur Führung einer Fahne (s. unten).

### Jüdische Gemeinde
Eine sehr große Rolle spielten die jüdischen Mitbürger im gesellschaftlichen Leben von Schopfloch. Die ersten Juden wurden bereits im frühen 16. Jahrhundert hier ansässig, belegt in ersten urkundlichen Erwähnungen für die Jahre 1561 und 1566. Aufgrund der politischen Verhältnisse des 17. und 18. Jahrhunderts, durch die Schopfloch in zwei Verwaltungsbezirke eingeteilt war, entstanden im Ort zwei jüdische Gemeinden, eine unter der Herrschaft von Oettingen-Wallerstein, die andere unter der Herrschaft der Markgrafen von Ansbach. Beide Gemeinden schlossen sich erst am Anfang des 19. Jahrhunderts zu einer jüdischen Gemeinde zusammen.
1612 (oder schon einige Jahre zuvor) wurde der jüdische Friedhof angelegt und seitdem mehrfach erweitert, wobei 1802 die letzte große Erweiterung erfolgte. Er war als Verbandsfriedhof – bis zur teilweisen Anlage eigener Begräbnisstätten – zentraler Friedhof für die jüdischen Gemeinden einer weiten Region, darunter für Dinkelsbühl, Feuchtwangen, Mönchsroth und Wittelshofen sowie für mehrere heute in Baden-Württemberg liegende Gemeinden: insbesondere bis 1841 für Crailsheim, Goldbach, Ingersheim an der Jagst, Hengstfeld und bis 1840 für Michelbach an der Lücke, Steinbach, Unterdeufstetten, Wiesenbach. 1938 fanden die letzten Beisetzungen statt (Paula Jordan aus Wittelshofen und Fanny Benjamin geb. Dinkelsbühl). Das extrem weit umfassende Gebiet bedingte die mehrmalige Erweiterung und die Friedhofsfläche beträgt letztlich 12.980 m². Ganz im Osten des Geländes befinden sich die ältesten Grabdenkmäler, teilweise eingesunken. Nach neuerer Zählung finden sich auf dem Friedhof 1172 Grabsteine. Die erste Synagoge wurde 1679 auf oettingischer Seite errichtet. Sie wurde von der jüdischen Gemeinde im Brandenburg-Ansbacher Teil Schopflochs mitgenutzt. Erst im 19. Jahrhundert schlossen sich die beiden jüdischen Gemeinden zusammen und unterstanden dem Distriktsrabbinat Schopfloch unter dem Distriktsrabbiner Nathan Ehrlich (1841–1872). 1830 wurde in Schopfloch eine jüdische Volksschule errichtet, in der neben der Mikwe auch die Lehrerwohnung integriert war. Der Bau eines neuen Synagogengebäudes erfolgte 1877. Um 1900 waren ein Drittel der Schopflocher Bürger Angehörige der jüdischen Religionsgemeinschaft. Anfang des 20. Jahrhunderts wanderten allerdings viele ortsansässige Juden nach Amerika aus, sodass die Zahl der jüdischen Einwohner erheblich sank. Das lange friedliche Miteinander zwischen Juden und Christen fand mit der nationalsozialistischen Machtübernahme 1933 ein Ende. 1938 mussten die letzten 18 noch verbliebenen jüdischen Bürger Schopfloch verlassen. Die Synagoge wurde in der Reichspogromnacht zerstört. Insgesamt 54 aus Schopfloch stammende Juden fanden in verschiedenen Konzentrationslagern den Tod. Eine weitere sichtbare Spur jüdischen Lebens ist das Haus Bahnhofstraße 8 (Jüdische Schule). An die zerstörte Synagoge erinnert ein Gedenkstein, der vor dem Gebäude Bahnhofstraße 5 seinen Platz fand. Ein prominenter Zeitzeuge, Hans Rosenfeld, spielte bis zu seinem Tod im Jahre 2015 eine tragende Rolle bei der Schilderung der jüdischen Lebensverhältnisse in Schopfloch in Form von zahlreichen Dokumentationen und Vorträgen.

### Eingemeindungen
| Ehemalige Gemeinde | Einwohner (1970) | Datum          | Anmerkung                                                                                   |
| ------------------ | ---------------- | -------------- | ------------------------------------------------------------------------------------------- |
| Dickersbronn       | 128              | 1. Mai 1978    |                                                                                             |
| Lehengütingen      | 172              | 1. Juli 1970   |                                                                                             |
| Waldhäuslein       | 147              | 1. Januar 1971 | Eingliederung von 69 der 147 Einwohner, Umgliederung der anderen Einwohner nach Dinkelsbühl |
| Zwernberg          | 111              | 1. Mai 1978    |                                                                                             |

### Einwohnerentwicklung
Im Zeitraum 1988 bis 2018 stieg die Einwohnerzahl von 2632 auf 2939 um 307 Einwohner bzw. um 11,7 %.
Gemeinde Schopfloch
| Jahr      | 1818   | 1840   | 1852   | 1861   | 1867   | 1871   | 1875   | 1880   | 1885   | 1890   | 1895   | 1900   | 1905   | 1910   | 1919   | 1925   | 1933   | 1939   | 1946   | 1950   | 1961   | 1970   | 1987   | 2005 | 2011   | 2016   |
| Einwohner | 1128   | 1419   | 1593   | 1616   | 1788   | 1834   | 1896   | 2286   | 1945   | 1880   | 1770   | 1806   | 1879   | 1934   | 1778   | 1910   | 1851   | 1744   | 2350   | 2207   | 2000   | 2107   | 2640   | 2922 | 2838   | 2960   |
| Häuser    | 218    | 214    |        |        |        | 235    |        |        | 271    | 298    |        | 309    |        |        |        | 342    |        |        |        | 368    | 413    |        | 713    |      | 894    | 909    |
| Quelle    | [ 29 ] | [ 30 ] | [ 31 ] | [ 32 ] | [ 33 ] | [ 34 ] | [ 35 ] | [ 36 ] | [ 37 ] | [ 38 ] | [ 31 ] | [ 39 ] | [ 31 ] | [ 40 ] | [ 31 ] | [ 41 ] | [ 31 ] | [ 31 ] | [ 31 ] | [ 42 ] | [ 15 ] | [ 43 ] | [ 44 ] |      | [ 45 ] | [ 45 ] |

Ort Schopfloch
| Jahr      | 001818 | 001840 | 001861 | 001871 | 001885 | 001900 | 001925 | 001950 | 001961 | 001970 | 001987 |
| Einwohner | 987    | 1250   | 1452   | 1650   | 1791   | 1654   | 1743   | 2026   | 1843   | 1936   | 1943   |
| Häuser    | 188    | 187    |        |        | 245    | 274    | 310    | 335    | 378    |        | 547    |
| Quelle    | [ 29 ] | [ 30 ] | [ 32 ] | [ 34 ] | [ 37 ] | [ 39 ] | [ 41 ] | [ 42 ] | [ 15 ] | [ 43 ] | [ 44 ] |

## Sprache
Zu den erwähnten Spuren jüdischen Lebens gehört auch das so genannte Lachoudisch (auch: Lachodisch), manchmal auch Schopflochs Geheimsprache genannt. Sie ist eine Mischung aus Hebräisch, Rotwelsch und eigenen Wortschöpfungen. Der Name Lachoudisch hat sich aus dem hebräischen Ausdruck Loschaun hakaudesch (in aschkenasischer Aussprache) bzw. Leschon hakodesch (in sephardischer Aussprache) entwickelt, was auf Deutsch ‚heilige Sprache‘ bedeutet. Zurückzuführen ist die Sprache auf die Handelstätigkeiten der Juden und auf die Wanderjahre der Maurer. Da die Sprache für Außenstehende unverständlich war, konnten die Schopflocher Händler (Schacherer) in ihren Gesprächen diese Sprache zu ihrem Vorteil nutzen. Vor allem von der älteren Generation wird Lachoudisch noch benutzt und gepflegt.

## Politik

### Gemeinderat
Die Gemeinderatswahlen seit 2014 erbrachten folgende Stimmenanteile und Sitzverteilungen:
| Partei/Liste           | 2020    | 2020    | 2014    | 2014    |
| Partei/Liste           | Sitze   | %       | Sitze   | %       |
| CSU/Freie Wähler       | 6       | 40,40   | 6       | 41,23   |
| SPD/Unabhängige Wähler | 5       | 36,89   | 5       | 36,99   |
| Wählergruppe           | 3       | 22,71   | 3       | 21,78   |
| Wahlbeteiligung        | 62,87 % | 62,87 % | 54,57 % | 54,57 % |

Weiteres Mitglied und Vorsitzender des Gemeinderates ist der Bürgermeister.

### Bürgermeister
Bürgermeister Oswald Czech (seit Mai 2002 im Amt) wurde 2014 mit 84,32 und 2020 mit 53,60 Prozent der Stimmen wiedergewählt.

### Wappen und Flagge
| Wappen von Schopfloch | Blasonierung: „Unter schwarzem Schildhaupt, darin ein silberner Schragen, fünfmal schräg geteilt von Silber und Rot.“ |
| Wappen von Schopfloch | Wappenbegründung: Das Rittergut Schopfloch war von 1390 bis 1616 mit einer kurzen Unterbrechung im Besitz der Herren von Ellrichshausen. Ihr Wappen (fünfmal schräg geteilt von Silber und Rot) erinnert an ihre Herrschaft. Nach 1616 waren die Grafen von Oettingen und die Markgrafen von Brandenburg-Ansbach die bedeutendsten Grundherren. Beide beanspruchten zugleich auch die Hochgerichtsbarkeit. Daran erinnern der Schragen aus dem Wappen der Grafen von Oettingen und die Farben Silber und Schwarz aus dem markgräflichen Wappen. Die Gemeinde Schopfloch führt seit 1979 das Wappen. |

Flagge
Die Gemeindeflagge ist weiß-rot.

## Kultur und Sehenswürdigkeiten

### Regelmäßige Veranstaltungen
Schopfloch ist traditionell eine fränkische Fastnachtshochburg. Laut Überlieferung geht der Drudenzug auf heidnische Zeiten zurück. Über viele Generationen wurde dieses Brauchtum bis in die heutige Zeit weitergetragen. Ein besonderer Publikumsmagnet sind die jährlichen Sitzungen der Fastnachtsgesellschaft Medine e. V., die weit über die Grenzen Schopflochs hinaus bekannt sind. Die F. G. Medine e. V. ist eines der acht Gründungsmitglieder des Fastnacht-Verbandes Franken e. V. und im Bund Deutscher Karneval. Der Begriff Medine ist aus Schopflochs Geheimsprache Lachoudisch entnommen und bedeutet „Heimat“.

### Baudenkmäler
- Evangelische Kirche St. Martin
- Rathaus

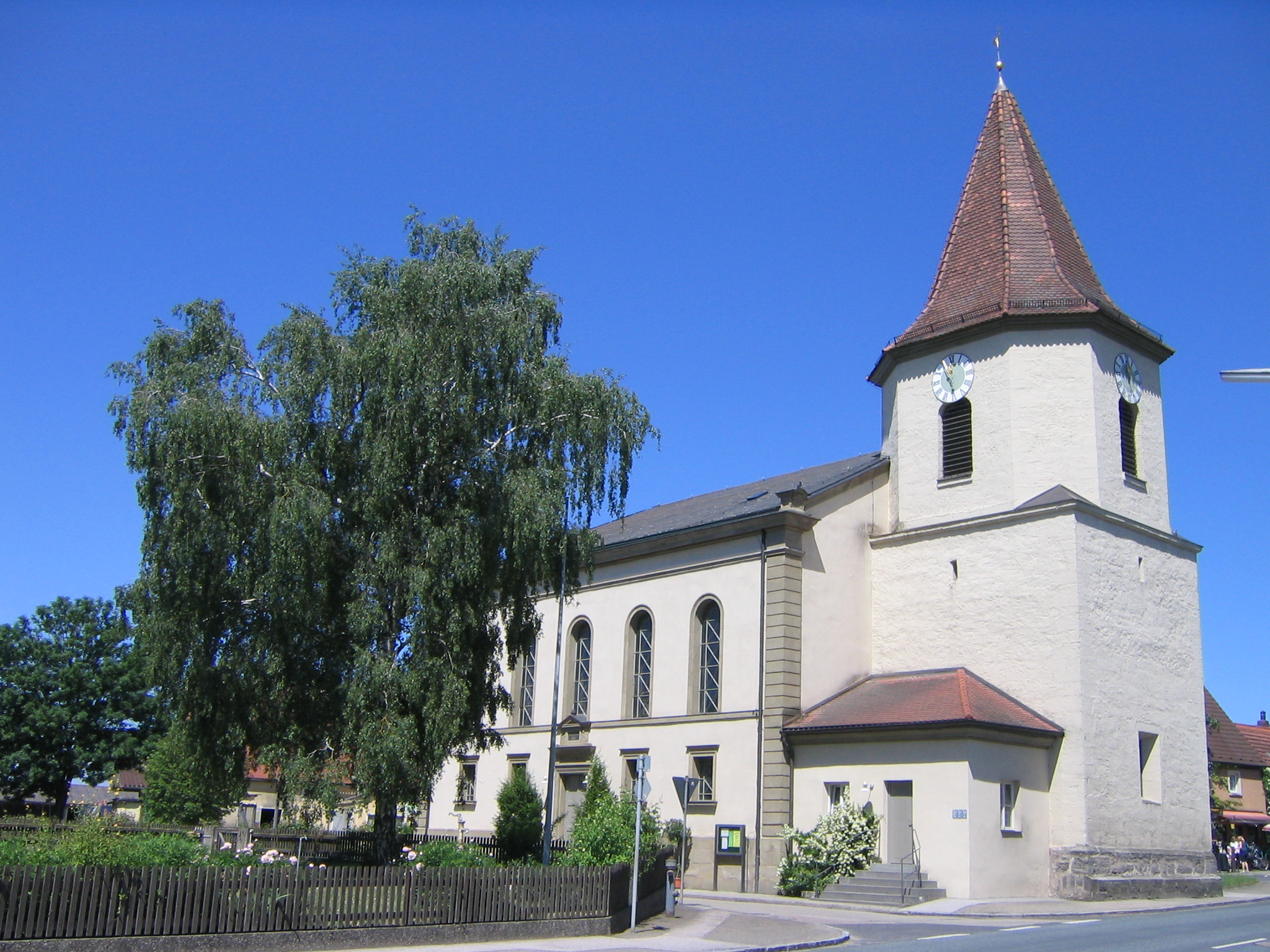
Kirche im Gemeindeteil Lehengütingen

- Jüdischer Friedhof an der steilen Straße nach Deuenbach
- Evangelische Filialkirche St. Lorenz in Zwernberg

### Werbeslogan
Der grünen landwirtschaftlich geprägten Umgebung und der Lage fast exakt zwischen den Städten Feuchtwangen und Dinkelsbühl verdankt Schopfloch seinen Werbeslogan „Grüner Punkt zwischen mittelalterlichen Städten“.

## Wirtschaft und Infrastruktur

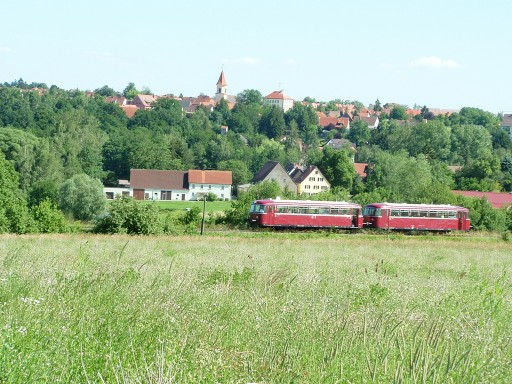
Schienenbus der BayernBahn bei Schopfloch (Mittelfr)

### Verkehr
Schopfloch liegt verkehrsgünstig an den Bundesautobahn 6 und 7. Ausfahrten A 6: Schnelldorf (13 km), Feuchtwangen-Nord/Dorfgütingen (11 km), Aurach (27 km). Ausfahrten A 7: Feuchtwangen-West/Schopfloch (9 km), Dinkelsbühl-Fichtenau (10 km). Die Bundesstraße 25 (Romantische Straße) verläuft nach Feuchtwangen (5,5 km nördlich) bzw. über Lehengütingen nach Dinkelsbühl (6 km südlich). Die Kreisstraße AN 42 verläuft über Buchhof nach Weidelbach (4,5 km westlich) bzw. über Lehenbuch und Flisnberg nach Dürrwangen (6 km östlich). Gemeindeverbindungsstraßen verlaufen nach Mögersbronn (1,9 km nordöstlich) und nach Deuenbach (0,5 km nordwestlich).
1881 erhielt der Ort den Bahnanschluss an die Bahnstrecke Nördlingen–Dombühl durch die Inbetriebnahme des Verbindungsstückes zwischen Feuchtwangen und Dinkelsbühl; beide Orte hatten ihren Bahnanschluss nach Dombühl zur Bahnstrecke Nürnberg–Crailsheim bzw. Nördlingen zur Ludwig-Süd-Nord-Bahn bereits 1876 bekommen. Der Personenverkehr wurde von der DB am 1. Juni 1985 eingestellt.
Romantische Schiene: Im Sommer betreibt das Bayerische Eisenbahnmuseum sonntags Fahrten auf der Museumsbahn mit Dampfzügen und dem roten Schienenbus VT 98 der BayernBahn auf dem Abschnitt Nördlingen–Feuchtwangen der Bahnstrecke Nördlingen–Dombühl mit Halt am ehemaligen Bahnhof Schopfloch (Mittelfr). In Nördlingen besteht Anschluss an die DB-Strecken. Nachdem die Bayernbahn den Pachtvertrag mit der DB für die Strecke von Dombühl bis Wilburgstetten nach dem 31. Dezember 2018 nicht mehr verlängert hat, fahren derzeit auch keine Museumszüge.
Am 8. März 2019 wurde das Infrastrukturunternehmen Mittelfränkische Eisenbahn-Betriebsgesellschaft MFEG gegründet. Dieses Unternehmen will bis spätestens 2024 die Infrastruktur der Strecke nach den Vorgaben der BEG ertüchtigen, damit ein planmäßiger Reisezugbetrieb zwischen Dombühl und Wilburgstetten wieder stattfinden kann. Eine zukünftige durchgehende Verbindung von Dombühl bis Nördlingen wird nicht ausgeschlossen. Derzeit erreicht nur der Abschnitt Dombühl bis Wilburgstetten  die Vorgaben der BEG bezüglich der Reisenden-Kilometer-Zahl.
Die Bahnstrecke bei Schopfloch diente mehrmals als Drehort für Film- bzw. TV-Produktionen. Im November 2016 wurden hier Szenen für die mehrteilige ARD-Krimiserie „Babylon Berlin“ und im Sommer 2011 für RTL „Die Jagd nach dem Bernsteinzimmer“ aufgenommen.

### Ansässige Unternehmen
Im Markt haben sich einige mittelständische Betriebe niedergelassen. Den größten Anteil haben metall- und textilverarbeitende Firmen.

## Trivia
Ein Feuerwehrfest in Schopfloch spielt eine wichtige Rolle in Ronja von Rönnes Roman Ende in Sicht (2022).

## Söhne und Töchter der Marktgemeinde
- Friedrich Ammensdörfer (1785–1850), Gastwirt und Abgeordneter
- Abraham Schweizer (1875–1942), Rabbiner

## Personen, die in Schopfloch gelebt oder gewirkt haben
- Bischof Theodor Heckel verbrachte hier seine Kindheit und war Festprediger bei der 700-Jahr-Feier 1960